# Baie d'Or
Goldberry, Baie-d'or
Vous lisez un « article de qualité » labellisé en 2011.
Baie d'Or (orthographié Baie-d'or dans la traduction de Daniel Lauzon, Goldberry en anglais) est un personnage secondaire du Seigneur des anneaux de J. R. R. Tolkien, qui apparaît également dans les poèmes « Les Aventures de Tom Bombadil » et « Once Upon a Time ». Surnommée « fille de la Rivière » (River-woman's daughter) et étroitement liée à l'élément aquatique, elle est la femme de Tom Bombadil. Sa nature exacte est tout aussi mystérieuse que celle de son époux.

## Apparitions

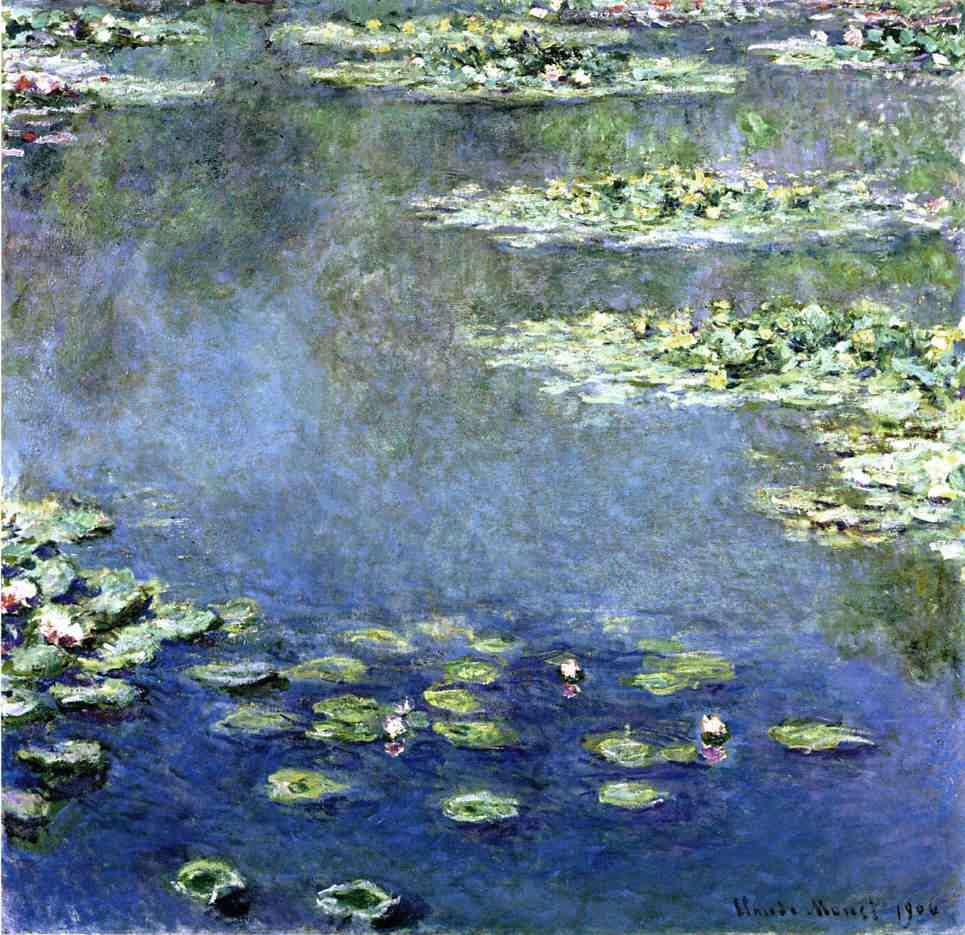
Lis d'eau, Claude Monet. Comme ceux où est apparue Baie d'Or.

Baie-d'or apparaît pour la première fois dans le poème « Les Aventures de Tom Bombadil », publié en 1934 (une version révisée est parue en ouverture du recueil du même nom en 1962). Entre autres péripéties, il relate la première rencontre entre Tom Bombadil et Baie-d'or, la « fille de la Rivière » : elle le fait chuter dans le cours d'eau en le traînant par la barbe, puis s'en retourne auprès de sa mère « dans le creux le plus insondable » de la rivière. À la fin du poème, Bombadil prend sa revanche en capturant Baie-d'or par surprise et en l'épousant.

« Ses longs cheveux, jaunes et ondulés, tombaient gracieusement sur ses épaules ; sa robe était verte, verte comme le jeune roseau, et diaprée d'argent comme la rosée perlant sur la feuille ; sa ceinture était d'or, façonnée comme une chaîne de flambes d'eau sertie de ne-m'oubliez-pas aux yeux bleu clair. À ses pieds, dans de grands vaisseaux de faïence aux reflets verts et marrons, flottaient des lis d'eau au milieu desquels elle semblait trôner comme dans un étang. »

— Première apparition de Baie-d'or dans Le Seigneur des anneaux
Le personnage de Baie-d'or est réintroduit aux côtés de son époux dans Le Seigneur des anneaux. Le couple vit dans une petite maison au cœur de la Vieille Forêt, où Frodo, Sam, Merry et Pippin se reposent quelques jours. Baie d'Or conserve un lien avec la nature en général et plus particulièrement l'eau vive : elle est entourée de lys d'eau, cueillis pour elle par Bombadil, sa robe « bruiss[e] doucement comme le vent sur les berges fleuries d'une rivière », le bruit de ses pas évoque « un ruisselet descendant des hauteurs, arrosant la pierre fraîche », et les chansons qu'elle chante aux hobbits leur évoquent « des mares et des eaux plus vastes qu'ils n'en avaient jamais connues ». Sa stature est néanmoins bien plus considérable que dans le poème de 1934 : elle siège dans la demeure de Bombadil comme « une belle jeune reine elfe ».
Baie-d'or apparaît une dernière fois dans le poème « Once Upon a Time », probablement rédigé après Le Seigneur des anneaux et publié en 1965. Couronnée d'églantier, elle souffle sur un pissenlit, penchée sur la rive d'un étang.

## Analyse
Dans une lettre, Tolkien explique que Le Seigneur des anneaux se déroule « dans une contrée qui a de vraies rivières, en automne. Baie d'Or représente en fait le changement des saisons dans une contrée de ce genre », ce que l'on peut rapprocher du poème déclamé par Frodo lorsqu'il la voit pour la première fois : « Ô printemps fait été, et printemps de nouveau ! ». Pour plusieurs critiques, l'apparition de Baie d'Or dans Le Seigneur des anneaux préfigure celle de Galadriel : toutes deux semblent de belles et jeunes reines elfes, vivent dans un domaine isolé et sont associées à l'eau,,.
Gene Hargrove se base sur les ressemblances physiques entre Baie-d'or et la Valië Yavanna (toutes deux sont blondes et vêtues de vert) et leur association avec le règne végétal pour affirmer leur identité, ce qui ferait de Tom Bombadil un avatar du dieu forgeron Aulë, l'époux de Yavanna. D'autres ont vu en eux un couple de Maiar, autrement dit de divinités mineures.
Baie-d'or est souvent comparée aux nymphes des eaux ou aux nixes, en raison de son épithète de « Fille de la Rivière » et de ses liens avec l'élément aquatique,. Du fait de cette association avec l'eau, Baie-d'or participe au rapprochement du personnage de Tom Bombadil avec celui de Väinämöinen du Kalevala : tous deux, en effet, ont une fiancée liée à l'élément liquide (Aïno). Taryne Jade Taylor associe en particulier Baie-d'or au mythe grec de Perséphone, pour la façon dont elle est capturée par Bombadil et son association avec le rythme des saisons, ainsi qu'au mythe celtique d'Étain, divinité associée à la lumière. L'apparente innocence et « primitivité » du couple formé par Bombadil et Baie-d'or a également suscité des comparaisons avec Adam et Ève,. Pour Joseph Pearce, Baie-d'or et Tom Bombadil représentent « la Création qui n'a pas chu » (the Unfallen Creation).
Pour Isabelle Pantin, la séquence avec Baie-d'or dans Le Seigneur des anneaux n'est pas sans rappeler un passage de The Golden Key de George MacDonald. Dans le roman de Tolkien, après avoir échappé au Vieil Homme-Saule, les Hobbits trouvent refuge chez Tom Bombadil, dont la femme a une parure d'ondine et un bassin de nénuphars, tandis que chez MacDonald, l'héroïne, Tangle, après avoir failli être étouffée par un arbre en se croyant poursuivie par les ours de Boucles d'or, est recueillie chez une grand-mère à la parure d'ondine et possédant un bassin plein de poissons. Baie-d'or rappelle elle-même Boucles d'or : elle en a la chevelure, et sa maison présente le même confort que celle des ours.
Baie-d'or mélange des aspects naturels et des aspects domestiques. Elle est une bonne maîtresse de maison, l'hôtesse qui nourrit les voyageurs de passage, l'égale de son époux. Pour Christina Ljungberg, Baie-d'or est l'une des trois divinités de la Nature qui existent du côté du Bien : elle représente la déesse immanente, aux côtés d'Elbereth la déesse transcendante et de Galadriel, qui mêle ces deux aspects.

## Adaptations
Baie-d'or apparaît dans quelques-unes des adaptations du Seigneur des anneaux, bien que son caractère secondaire explique son absence dans beaucoup d'entre elles. Tolkien a d'ailleurs écrit, à propos du projet d'adaptation en dessin animé du Seigneur des anneaux de Forrest J. Ackerman, Morton Grady Zimmerman et Al Brodax, qu'il pensait que « [Baie d'Or] ferait bien mieux d'être supprimée plutôt que de faire une apparition sans aucun sens ».
Dans la première adaptation radiophonique du Seigneur des anneaux, le producteur Terence Tiller fait de Baie-d'or la fille de Tom Bombadil : leur relation n'est jamais clairement définie dans le roman et Tiller a eu l'impression que Baie-d'or était l'équivalent féminin de Bombadil, une génération plus bas. Cette erreur agace Tolkien, qui trouve également Bombadil « catastrophique », mais il admet avoir oublié que les événements relatés dans le poème de 1934 ne se trouvent pas clairement résumés dans Le Seigneur des anneaux. Aucune actrice n'est créditée pour ce rôle, bien que Nicolette Bernard soit la seule femme de la distribution.
Les chapitres sur Bombadil sont omis de l'adaptation radiophonique du Seigneur des anneaux réalisée par Brian Sibley et Michael Bakewell en 1981, faute de temps. En 1992, Sibley réalise une nouvelle série radiophonique, Tales from the Perilous Realm, qui reprend des textes courts de Tolkien, et l'épisode « Les Aventures de Tom Bombadil » reprend les chapitres du Seigneur des anneaux coupés de l'adaptation de 1981. Baie-d'or y est doublée par Sorcha Cusack.
Dans le jeu de cartes à collectionner Le Seigneur des anneaux : les sorciers (ICE), Baie-d'or apparaît comme une « alliée », dessinée par Angus McBride. Elle est également présente dans l'extension, The Lord of the Rings: Tales of Middle-earth™, du jeu de cartes Magic: The Gathering sorti en 2023.
Dans l'adaptation cinématographie du Seigneur des Anneaux de Peter Jackson, Baie-d'Or est absente, car les chapitres concernant la Vieille Forêt ont été omis, pour une question de timing.
Dans le jeu vidéo La Communauté de l'anneau, sorti fin 2002, Baie-d'or (doublée par Kath Soucie) apparaît comme personnage non-joueur dans la maison de Tom Bombadil. Dans le jeu de rôle en ligne massivement multijoueur Le Seigneur des Anneaux Online, Baie-d'or apparaît également comme un personnage non-joueur dans la Vieille Forêt.
Baie-d'or a inspiré plusieurs dessinateurs, comme Alan Lee, Angus McBride, les frères Hildebrandt, Anke Katrin Eissmann ou Ted Nasmith.
La gamme de figurines Mithril, éditée par le fabricant Prince August, présente trois versions différentes de Baie-d'or. Games Workshop a également créé une figurine représentant le couple Baie-d'or et Tom Bombadil.